# Стрижко Леонід Петрович
Стрижко Леонід Петрович (нар. 18 серпня 1948, м. Харків - 2014) — народний депутат України (1998—2002), кандидат фізико-математичних наук. Член Комуністичної партії України (з 1990); секретар Харківського ОК КПУ (з 1992), член ЦК КПУ (з 1993); депутат Харківської облради (з 11.2010).

## Біографія
Народився 18 серпня 1948 року в місті Харкові, громадянин України.
Протягом останніх п'яти років на момент виборів проживає на території України, освіта вища, пенсіонер, проживає в місті Харкові, включений до виборчого списку під № 83.
Захоплення — комп'ютерна техніка, садівництво.

## Освіта
Харківський державний університет, радіофізичний факультет — 1967—1973 рр., радіофізик.
Кандатська дисертація «Електричні коливання та нерівноважні процеси в надпровідникових мостиках» 1981 року.

## Кар'єра
- 1963 — 1967 рр. — учень, Харківський приладобуд. з-д; Інститут радіофізики та електроніки АНУ.
- 1966 року — регулювальник на заводі імені Тараса Шевченка.
- 1970—1973 рр. — студент, інженер Харківського державного університету.
- З 1973 року — аспірант, м.н.п., з 1985 року — закінчив університет ім. А. М. Горького і отримав диплом радіофізика.
- 1986—1998 рр. — с.н.п., Радіоастрономічний інститут НАН України.
- 1990—1998 рр. — доцент радіофізик факультету, Харківського державного університету.

- 1990—1991 рр. — член координаційної ради Марксистської платформи в КПРС.

- 1991—1992 рр. — член Політради СПУ.
- 1991—1992 рр. — секретар Харківського ОК СПУ.

- Член «Союзу комуністів України» з 1992 року.

## Політична кар'єра
Народний депутат України 3 скликання березень 1998 року по квітень 2002 року від КПУ, № 61 в списку. На час виборів: -с.н.п. Харківського радіоастрономічного інституту НАН України. Член КПУ.
Голова підкомітету з питань законодавчих передбачень та кодифікації законодавства Комітету з питань свободи слова та інформації з липня 1998 року.
Член фракції КПУ з травня 1998 року.
У 2005 році — здобув юридичну освіту, закінчив на «відмінно» національну Харківську юридичну академію ім. Ярослава Мудрого.
Депутат Харківської облради — 2006—2010 рр.
Голова постійної комісії з питань забезпечення прав людини, свободи слова та інформації.
Був членом Парламентської Асамблеї Ради Європи.
Член Українського фізичного товариства з 1996 року.
Автор (співавтор) понад 50 наукових публікацій.